# 杉谷光一
杉谷光一（すぎたに こういち）は、日本のアニメーション演出家、アニメーター。香川県出身。
90年代末から2000年代初期まではXEBECを中心に演出家として活動していたが、現在は様々な作品で原画を担当している。

## 主な参加作品

### テレビアニメ
- クレヨンしんちゃん（1992年-、絵コンテ／演出／制作進行）
- 爆走兄弟レッツ&ゴー!!MAX（1998年、絵コンテ／演出）
- 快傑蒸気探偵団 TV ANIMATION SERIES（1998年-1999年、演出／設定担当）
- 超速スピナー（1998年-1999年、演出）
- ∀ガンダム（1999年-2000年、演出）
- メダロット（1999年-2000年、演出）
- 地球防衛企業ダイ・ガード（1999年-2000年、演出）
- ゾイド -ZOIDS-（1999年-2000年、絵コンテ／演出）
- ラブひな（2000年、絵コンテ／演出）
- 闇の末裔（2000年、演出）
- ヒロイック・エイジ（2007年、原画）
- 大江戸ロケット（2007年、原絵師）
- デルトラクエスト（2007年-2008年、原画）
- 隠の王（2008年、原画）
- 遊☆戯☆王5D's（2008年-2011年、原画／OP5原画）
- To LOVEる -とらぶる-（2008年、原画）
- Mission-E（2008年、原画）
- 鉄腕バーディー DECODE（2008年、原画）
- 黒執事（2008年、原画）
- 機動戦士ガンダム00 セカンドシーズン（2008年-2009年、原画）
- しゅごキャラ!!どきっ（2008年-2009年、原画）
- とある魔術の禁書目録（2008年-2009年、原画）
- 鉄腕バーディー DECODE:02（2009年、原画）
- アスラクライン（2009年、原画）
- ハヤテのごとく!!（2009年、原画）
- 川の光（2009年、原画）
- 銀魂（2006年、原画）
- 聖剣の刀鍛冶（2009年、原画）
- KIDDY GiRL-AND（2009年-2010年、原画）
- とある科学の超電磁砲（2009年-2010年、原画）
- さらい屋 五葉（2010年、原画）
- 薄桜鬼（2010年、原画）
- おおきく振りかぶって 〜夏の大会編〜（2010年、原画）
- 世紀末オカルト学院（2010年、原画）
- WORKING!!（2010年、原画）
- えむえむっ!（2010年、原画）
- 神のみぞ知るセカイ（2010年、原画）
- とある魔術の禁書目録II（2010年-2011年、原画）
- 遊☆戯☆王ZEXAL（2011年-2012年、原画／OP1・OP2・OP3原画）
- デッドマン・ワンダーランド（2011年、原画）
- あの日見た花の名前を僕達はまだ知らない。（2011年、原画）
- 青の祓魔師（2011年、原画）
- 緋弾のアリア（2011年、原画）
- トリコ（2011年-、原画）
- 神様のメモ帳（2011年、原画）
- 異国迷路のクロワーゼ（2011年、原画）
- THE IDOLM@STER（2011年、原画）
- WORKING’!!（2011年、原画）
- 灼眼のシャナⅢ-FINAL-（2011年-2012年、原画）
- ファイ・ブレイン 神のパズル（2011年-2012年、原画）
- ゼロの使い魔F（2012年、原画）
- 輪廻のラグランジェ（2012年、原画）
- あの夏で待ってる（2012年、原画）
- モーレツ宇宙海賊（2012年、原画）
- つり球（2012年、原画）
- AKB0048（2012年、原画）
- 宇宙兄弟（2012年、原画）
- ファイ・ブレイン 神のパズル 第2シリーズ（2012年、原画）
- 黄昏乙女×アムネジア（2012年、原画）
- 坂道のアポロン（2012年、原画）
- じょしらく（2012年、原画）
- ココロコネクト（2012年、原画）
- 夏雪ランデブー（2012年、原画）
- リトルバスターズ!（2012年、原画）
- 遊☆戯☆王ZEXALII（2012年、原画／OP2・OP3原画）
- THE UNLIMITED 兵部京介（2013年、原画／OP原画）
- AKB0048 next stage（2013年、原画）
- 俺の彼女と幼なじみが修羅場すぎる（2013年、原画）
- 八犬伝―東方八犬異聞―（2013年、原画）
- 宇宙戦艦ヤマト2199（2013年、原画）
- HUNTER×HUNTER（日本テレビ版）（2013年、原画）
- 変態王子と笑わない猫。（2013年、原画）
- 私がモテないのはどう考えてもお前らが悪い!（2013年、原画）
- 銀の匙 Silver Spoon（2013年、原画）
- 遊☆戯☆王ARC-V（2014年、OP1原画）
- 白銀の意思 アルジェヴォルン（2014年、絵コンテ）
- GANGSTA.（2015年、作画監督）
- 賭ケグルイ（2017年、原画）
- 魔法陣グルグル（2017年、原画）
- pet（2020年、作画監督）
- ブッチギレ!（2022年、作画監督）

### 劇場アニメ
- 新世紀エヴァンゲリオン劇場版 Air/まごころを、君に（1997年、制作進行）
- 機動戦艦ナデシコ -The prince of darkness-（1998年、友情協力）
- 劇場版MAJOR メジャー 友情の一球（2008年、原画）
- 10thアニバーサリー 劇場版 遊☆戯☆王 〜超融合!時空を越えた絆〜（2010年、原画）
- 劇場版 FAIRY TAIL 鳳凰の巫女（2012年、原画）
- 劇場版 とある魔術の禁書目録 -エンデュミオンの奇蹟-（2012年、原画）

### OVA
- テニスの王子様 Original Video Animation 全国大会篇（2006年、絵コンテ／演出）